# Lahti L-35
Lahti L-35 är en finsk automatpistol som konstruerades av Aimo J. Lahti. Den producerades i fyra omgångar, varav den första om 500 pistoler inte blev färdig förrän 1938. Principen är kort piprekyl och låset är av Bergmans typ (regel mellan slutstycke och mantel), pistolen är originell såtillvida att den har en accelerator för slutstycket för att säkerställa funktion vid sträng kyla.
Pistolen förblev finska krigsmaktens tjänstevapen fram till 1980-talet, när den ersattes med Browning Hi-Power BDA under beteckningarna 9.00 piste 80 och 9.00 piste 80-91.

## I svenska krigsmakten
Pistol m/40 var en kopia av Lahti L-35, tillverkad på licens av Husqvarna Vapenfabrik AB. Pistol m/40 skiljer sig från L-35 genom att ha ett sexkantigt grepp längst in på pipan för att underlätta isärtagning. Den användes av den svenska försvarsmakten från 1940 till och med 1980-talet då den ersattes av Pistol 88. På 1980-talet började slutstyckena på Pistol m/40 spricka på grund av användandet av ammunitionen 9 mm m/39B som har ett högre forceringsmotstånd än vad vapnets delar är konstruerat för. Innan antagandet av Pistol 88 blev klart togs under en period därför Pistol m/07 tillbaka i tjänst i den svenska försvarsmakten.

## Tillbehör
- Pistolsnodd
- Läskstång
- Magasin 3 st
- Pistolfodral
- Magasinsfyllare
- Oljedosa